# Ruder-Europameisterschaften 1898
Die 6. Ruder-Europameisterschaften wurden im August 1898 auf dem Po in Turin, Italien ausgetragen. Es wurden Medaillen in fünf Bootsklassen vergeben. Erstmals war der Doppelzweier Teil des Wettkampfprogramms.

## Ergebnisse
| Bootsklasse           | Gold | Silber | Bronze                                                                              |
| --------------------- | --- | --- | ----------------------------------------------------------------------------------- |
| Einer                 | Joseph Deleplanque | Pietro Umberto | Charles Nicollier                                                                   |
| Doppelzweier          | Frankreich Dorlia Lucien Martinet | Italien Fiorenzo Pagliano Giacomo Parvopasso | Schweiz Georges Rieder Charles Nicollier                                            |
| Zweier mit Steuermann | Frankreich Émile Lejeune Maurice Carton Louis Carré (Steuermann) | Belgien Joseph Deleplanque Florent Ronsse Jean Dewitte (Steuermann)                                                                                | Italien Alberto Grazzini Enrico Bertolini Sali (Steuermann)                         |
| Vierer mit Steuermann | Belgien Adolphe Lippens Maurice Hemelsoet Henri Fraikin Victor De Bisschop                                                                                            | Frankreich Albert Williot Charles Fourquart Maurice Pechell Maurice Gest Catala (Steuermann)                                                       | Italien Cino Ceni Italo Ponis Giorgio Bensa Cesare Galardelli G. Pucci (Steuermann) |
| Achter                | Belgien Joseph Deleplanque Florent Ronsse Prosper Bruggeman Gustave Brandes Henri Fraikin Victor De Bisschop Frank Odberg Jules De Bisschop Jean Dewitte (Steuermann) | Italien Cino Ceni Italo Ponis Giuseppe Belli Gino Montelatici Azzolino Pollini Biondo Biondi Giorgio Bensa Cesare Galardelli G. Pucci (Steuermann) | Frankreich                                                                          |

## Medaillenspiegel
| Platz  | Land       | Gold | Silber | Bronze | Gesamt |
| ------ | ---------- | ---- | ------ | ------ | ------ |
| 1      | Belgien    | 3    | 1      | –      | 4      |
| 2      | Frankreich | 2    | 1      | 1      | 4      |
| 3      | Italien    | –    | 3      | 2      | 5      |
| 3      | Schweiz    | –    | –      | 2      | 2      |
| Gesamt | Gesamt     | 5    | 5      | 5      | 15     |